# Wawrzyniec Blumenau
Wawrzyniec Blumenau (ur. 1326, zm. 1385), kronikarz na dworze biskupów magdeburskich. W 1381 roku ukończył swoje największe dzieło Dzieje krajów Europy przez Wawrzyńca z Magdeburga spisane, powszechnie znane jako Kronika Wawrzyńca Blumenau. 
W swojej pracy zdradził szczegóły nieuczciwych transakcji zawieranych przez biskupa Petra Jelito, za co został wygnany z Magdeburga. Mimo iż Jelito rychło ustąpił i został przeniesiony do Ołomuńca, Wawrzyniec nie powrócił do miasta, do końca życia pozostał w Moguncji na dworze biskupa mogunckiego Adolfa.